# Horkelia webberi
Horkelia webberi là loài thực vật có hoa trong họ Hoa hồng. Loài này được (A. Gray) Rydb. mô tả khoa học đầu tiên năm 1898.